# Rhododrilus dobsoni
Rhododrilus dobsoni är en ringmaskart som beskrevs av Lee 1959. Rhododrilus dobsoni ingår i släktet Rhododrilus och familjen Acanthodrilidae. Inga underarter finns listade i Catalogue of Life.